# Le Grand Kallé et l'African Jazz
Le Grand Kallé et l'African Jazz (ou simplement African Jazz) est l'un des premiers groupes professionnels de l'ancien Congo belge (actuelle République démocratique du Congo). Il a été fondé en 1953 par Joseph Kabasele Tshamala, connu sous le nom du Grand Kallé.
Le groupe a été invité à Bruxelles en 1960 pour jouer lors de la conférence de la Table ronde belgo-congolaise, où ils créèrent Indépendance Cha Cha et Table ronde. C'est l'un des premiers groupes à jouer et faire connaître la musique africaine moderne en Europe.
Beaucoup de leur production enregistrée, à l'instar de la plus populaire, Indépendance Cha Cha, utilisent des rythmes latino-américains comme le cha-cha-cha cubain. Ils ont été, avec l'OK Jazz de Franco Luambo et d'autres, les pionniers de la variante africaine de la rumba, la rumba congolaise, qui a évolué après vers le soukous.
Les membres du groupe étaient Simaro Lutumba, Tabu Ley Rochereau et Sam Mangwana, qui ont ensuite fondé chacun leur propre groupe.

## Liste des membres
(liste est incomplète)

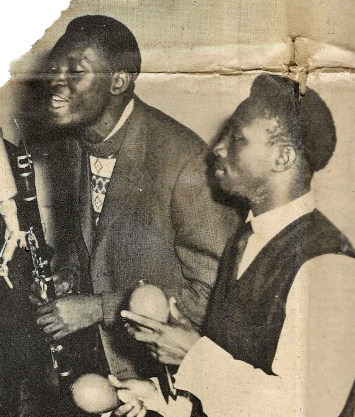
Edouard Lutula et Kalé-Roger au cours d'un enregistrement en 1961.

- Grand Kallé (Joseph Kabasele) - voix, direction
- Dr Nico Kasanda - première guitare
- Déchaud Mongala (Charles Mwamba) - guitare
- Sam Mangwana - voix
- Tabu Ley Rochereau - voix
- Youlou Mabiala - voix
- Josky Kiambukuta - voix
- Pierre Yantunla - batterie
- Edouard Lutula - clarinette
- Kalé-Roger - percussions
- Pepe Kalle
- Manu Dibango